# Mesochorus elegans
Mesochorus elegans là một loài tò vò trong họ Ichneumonidae.